# Skoki narciarskie na zimowej uniwersjadzie
Skoki narciarskie są w programie zimowej uniwersjady od 1960, czyli od początku jej rozgrywania do dziś (nie odbyły się w 1975 i 2019). Początkowo rozgrywano jeden konkurs – mężczyzn, na skoczni normalnej. W 1987 do programu dołączono skoki mężczyzn na skoczni dużej (nie rozegrano w 1989 i 1995) oraz konkurs drużynowy mężczyzn (nie rozegrano w 1993). Od 2005 rozgrywany jest też konkurs kobiet na skoczni normalnej.
Najbardziej utytułowanym zawodnikiem w historii uniwersjady jest Polak Łukasz Kruczek, który zdobył cztery złote medale indywidualnie oraz jeden brązowy z drużyną.

## Medaliści

### Mężczyźni (skocznia normalna)
Źródło:
| Rok  | Miejsce                      | Złoto                          | Srebro                       | Brąz                            | Źr.   |
| ---- | ---------------------------- | ------------------------------ | ---------------------------- | ------------------------------- | ----- |
| 1960 | Chamonix                     | Albiert Łarionow               | Jaromír Nevlud               | Milan Rojina                    |       |
| 1962 | Villars                      | Shigeyuki Wakasa               | Yōsuke Etō                   | Renzo Nigawara                  |       |
| 1964 | Szpindlerowy Młyn            | Baldur Preiml                  | Jurij Zubariew               | Andrzej Sztolf                  |       |
| 1966 | Sestriere (Claviere)         | Yukio Kasaya                   | Andrzej Sztolf               | Takashi Fujisawa                |       |
| 1968 | Innsbruck (Absam)            | Hiroshi Itagaki                | Masakatsu Asari              | Yukio Kasaya                    |       |
| 1970 | Rovaniemi                    | Garij Napałkow                 | Aleksandr Iwannikow          | Rainer Schmidt                  |       |
| 1972 | Lake Placid                  | Hideki Nakano                  | Garij Napałkow               | Jurij Kalinin                   |       |
| 1978 | Szpindlerowy Młyn            | Siergiej Suslikow              | František Novák              | Siergiej Muchin                 |       |
| 1981 | Jaca (Astún)                 | Władimir Bojarincew            | Keijo Korhonen               | Yūji Kawamura                   |       |
| 1983 | Sofia (Borowec)              | Massimo Rigoni                 | Lido Tomasi                  | Mark Konopacke                  |       |
| 1985 | Belluno (Cortina d’Ampezzo)  | Giennadij Prokopienko          | Primož Ulaga                 | Sandro Sambugaro                |       |
| 1987 | Szczyrbskie Jezioro          | Peter Číž                      | Jiří Malec                   | František Vavrinčík Ingo Lesser |       |
| 1989 | Sofia (Borowec)              | Heiko Hunger                   | Jarosław Mądry               | Mark Konopacke                  |       |
| 1991 | Sapporo                      | Naoto Itō                      | Vladimír Podzimek            | Janez Debelak                   |       |
| 1993 | Zakopane                     | Naoto Itō                      | Bartłomiej Gąsienica-Sieczka | Mitsuhiro Suzuki                |       |
| 1995 | Jaca (Astún)                 | Yukitaka Fukita                | Franci Petek                 | Hiroki Uesugi                   |       |
| 1997 | Chŏnju/Muju                  | Łukasz Kruczek                 | Yoshiharu Ikeda              | Gerhard Schallert               |       |
| 1999 | Poprad (Szczyrbskie Jezioro) | Fabian Ebenhoch Łukasz Kruczek | –                            | Yoshiharu Ikeda                 |       |
| 2001 | Zakopane                     | Łukasz Kruczek                 | Choi Heung-chul              | Artur Chamidulin                |       |
| 2003 | Tarvisio                     | Kang Chil-ku                   | Reinhard Schwarzenberger     | Krystian Długopolski            |       |
| 2005 | Innsbruck / Seefeld          | Manuel Fettner                 | Reinhard Schwarzenberger     | Nejc Frank                      |       |
| 2007 | Turyn (Pragelato)            | Dmitrij Ipatow                 | Choi Yong-jik                | Dienis Korniłow                 |       |
| 2009 | Harbin (Yabuli)              | Kim Hyun-ki                    | Marcin Bachleda              | Bastian Kaltenböck              |       |
| 2011 | Erzurum                      | Matej Dobovšek                 | Maciej Kot                   | Žiga Mandl                      |       |
| 2013 | Trydent (Predazzo)           | Sami Niemi                     | Krzysztof Biegun             | Michaił Maksimoczkin            | [ 3 ] |
| 2015 | Szczyrbskie Jezioro          | Władimir Zografski             | Ilmir Chazietdinow           | Jewgienij Klimow                | [ 4 ] |
| 2017 | Ałmaty                       | Naoki Nakamura                 | Michaił Maksimoczkin         | Thomas Lackner                  | [ 5 ] |
| 2023 | Lake Placid                  | Danił Wasiljew                 | Maximilian Lienher           | Timon-Pascal Kahofer            | [ 6 ] |

### Mężczyźni (skocznia duża)
Źródło:
| Rok  | Miejsce                      | Złoto             | Srebro             | Brąz               | Źr.   |
| ---- | ---------------------------- | ----------------- | ------------------ | ------------------ | ----- |
| 1987 | Szczyrbskie Jezioro          | Jiří Malec        | Ivan Šindler       | Ingo Lesser        |       |
| 1991 | Sapporo                      | Naoto Itō         | Vladimír Podzimek  | Takayuki Sasaki    |       |
| 1993 | Zakopane                     | Yukitaka Fukita   | Alexander Diess    | Franz Wiegele      |       |
| 1997 | Chŏnju / Muju                | Yoshiharu Ikeda   | Alexander Pointner | Yūsuke Kaneko      |       |
| 1999 | Poprad (Szczyrbskie Jezioro) | Siarhiej Babrou   | Shin’ichirō Saitō  | Yūsuke Kaneko      |       |
| 2001 | Zakopane                     | Łukasz Kruczek    | Karl-Heinz Dorner  | Borek Sedlák       |       |
| 2003 | Tarvisio ( Bischofshofen)    | Jernej Damjan     | Kang Chil-ku       | Lassi Huuskonen    |       |
| 2005 | Innsbruck / Seefeld          | Manuel Fettner    | Florian Liegl      | Martin Koch        |       |
| 2007 | Turyn (Pragelato)            | Dienis Korniłow   | Yoshihiko Osanai   | Dmitrij Ipatow     |       |
| 2009 | Harbin (Yabuli)              | David Unterberger | Kim Hyun-ki        | Choi Heung-chul    |       |
| 2011 | Erzurum                      | Matej Dobovšek    | Maciej Kot         | Žiga Mandl         |       |
| 2013 | Trydent (Predazzo)           | Krzysztof Biegun  | Sami Niemi         | Junshirō Kobayashi | [ 3 ] |

### Mężczyźni (konkurs drużynowy)
Źródło:
| Rok  | Miejsce                      | Złoto                                                                           | Srebro                                                                            | Brąz                                                                                | Źr.                  |
| ---- | ---------------------------- | ------------------------------------------------------------------------------- | --------------------------------------------------------------------------------- | ----------------------------------------------------------------------------------- | -------------------- |
| 1987 | Szczyrbskie Jezioro          | Czechosłowacja František Vavrinčík Jiří Malec Peter Číž Ivan Šindler            | NRD Heiko Hunger Ingo Lesser Manfred Deckert Frank Sauerbrey                      | Jugosławia Janez Debelak Janez Štirn Borut Mur Vasja Bajc                           | [ 7 ]                |
| 1989 | Sofia (Borowec)              | NRD Heiko Hunger Peter Grundig Guntram Kraus b.d.                               | Stany Zjednoczone Mark Konopacke Kris Severson Chris Hastings Stephen Sydow       | Japonia Reiichi Mikata Kenji Ogiwara Takanori Kōno Takayuki Sasaki                  | [ 8 ]                |
| 1991 | Sapporo                      | Japonia Naoto Itō Takayuki Sasaki Masaki Oda Jin’ya Nishikata                   | ZSRR Wałerij Wdowenko Pawieł Kustow Eduard Subocz Wasyl Hrybowycz                 | Austria Franz Wiegele Wolfgang Margreiter Burkhard Pichler Wilhelm Fäßlacher        | [ 9 ]                |
| 1993 | Zakopane                     | Austria Franz Wiegele Alexander Diess Oliver Strohmaier Werner Schuster         | Japonia Noritaka Kasama Mitsuhiro Suzuki Naoto Itō Yukitaka Fukita                | Polska Jarosław Mądry Bartłomiej Gąsienica-Sieczka Stanisław Ustupski Marek Tucznio | [ 10 ]               |
| 1995 | Jaca (Astún)                 | Austria Christian Reinthaler Alexander Diess Alexander Pointner Werner Schuster | Japonia Noritaka Kasama Hiroki Uesugi Futoshi Ōtake Yukitaka Fukita               | Słowenia Rok Polajnar Zoran Zupančič Sašo Komovec Primož Kopač                      | [ 11 ]               |
| 1997 | Chŏnju/Muju                  | Japonia Takayuki Obora Noritaka Kasama Yoshiharu Ikeda Yūsuke Kaneko            | Austria Alexander Pointner Gerhard Schallert Christian Reinthaler Werner Schuster | Słowenia Goran Janus Matjaž Kladnik Sašo Komovec Franci Petek                       | [ 12 ]               |
| 1999 | Poprad (Szczyrbskie Jezioro) | Japonia Yūsuke Kaneko Takayuki Tsuruta Yasuhiko Ōta Yoshiharu Ikeda             | Austria Fabian Ebenhoch Gerhard Schallert Christian Reinthaler Gerhard Gattinger  | Rosja Artur Chamidulin Dmitrij Wasiljew Anton Łusznikow Igor Iwanow                 | [ 13 ]               |
| 2001 | Zakopane                     | Słowenia Blaž Vrhovnik Miha Rihtar Gašper Čavlovič Bine Norčič                  | Korea Południowa Kim Hyun-ki Choi Yong-jik Kim Heung-su Choi Heung-chul           | Finlandia Sakari Leppiaho Markus Mäkelä Petteri Väänänen Teemu Summanen             | [ 14 ]               |
| 2003 | Tarvisio                     | Korea Południowa Kim Hyun-ki Choi Heung-chul Kang Chil-ku                       | Słowenia Grega Lang Blaž Vrhovnik Jernej Damjan                                   | Polska Grzegorz Śliwka Łukasz Kruczek Krystian Długopolski                          | [ 15 ]               |
| 2005 | Innsbruck / Seefeld          | Słowenia Anže Damjan Matevž Šparovec Rok Urbanc Nejc Frank                      | Polska Grzegorz Sobczyk Rafał Śliż Marcin Bachleda Krystian Długopolski           | Austria Stefan Kaiser Christoph Strickner Alexander Seiwald Manuel Fettner          | [ 16 ] [ 17 ] [ 18 ] |
| 2007 | Turyn (Pragelato)            | Austria Bastian Kaltenböck Florian Liegl Manuel Fettner                         | Korea Południowa Kang Chil-ku Choi Heung-chul Choi Yong-jik                       | Japonia Shūji Endō Shūsaku Hosoyama Yoshihiko Osanai                                | [ 19 ]               |
| 2009 | Harbin (Yabuli)              | Korea Południowa Choi Heung-chul Choi Yong-jik Kim Hyun-ki                      | Austria Bastian Kaltenböck Stefan Kaiser David Unterberger                        | Niemcy Florian Schillinger Nico Faller Jörg Ritzerfeld                              | [ 20 ]               |
| 2011 | Erzurum                      | Japonia Shōtarō Hosoda Yūmu Harada Shō Suzuki                                   | Słowenia Rok Mandl Matej Dobovšek Žiga Mandl                                      | Polska Jakub Kot Wojciech Gąsienica-Kotelnicki Maciej Kot                           | [ 21 ]               |
| 2013 | Trydent (Predazzo)           | Polska Aleksander Zniszczoł Bartłomiej Kłusek Krzysztof Biegun                  | Rosja Roman Trofimow Aleksandr Sardyko Michaił Maksimoczkin                       | Austria Daniel Huber David Unterberger Clemens Aigner                               | [ 3 ]                |
| 2015 | Szczyrbskie Jezioro          | Rosja Jewgienij Klimow Michaił Maksimoczkin Ilmir Chazietdinow                  | Japonia Kanta Takanashi Minato Mabuchi Junshirō Kobayashi                         | Polska Andrzej Zapotoczny Stanisław Biela Jakub Kot                                 | [ 4 ]                |
| 2017 | Ałmaty                       | Rosja Aleksandr Bażenow Roman Trofimow Michaił Maksimoczkin                     | Słowenia Anže Lavtižar Andraž Modic Aljaž Vodan                                   | Polska Krzysztof Miętus Stanisław Biela Przemysław Kantyka                          | [ 5 ]                |
| 2023 | Lake Placid                  | Austria I Timon-Pascal Kahofer Maximilian Lienher                               | Kazachstan I Siergiej Tkaczenko Danił Wasiljew                                    | Japonia I Sakutarō Kobayashi Ryūsei Ikeda                                           | [ 6 ]                |

### Kobiety (skocznia normalna)
| Rok  | Miejsce             | Złoto             | Srebro              | Brąz                  | Źr.    |
| ---- | ------------------- | ----------------- | ------------------- | --------------------- | ------ |
| 2005 | Innsbruck / Seefeld | Daniela Iraschko  | Monika Pogladič     | Seiko Koasa           | [ 16 ] |
| 2007 | Turyn (Pragelato)   | Daniela Iraschko  | Misaki Shigeno      | Erina Kabe            | [ 19 ] |
| 2009 | Harbin (Yabuli)     | Misaki Shigeno    | Natsuka Sawaya      | Li Zhenhuan           | [ 20 ] |
| 2011 | Erzurum             | Elena Runggaldier | Yurika Hirayama     | Lisa Demetz           | [ 21 ] |
| 2013 | Trydent (Predazzo)  | Katja Požun       | Michaela Doleželová | Irina Awwakumowa      | [ 3 ]  |
| 2015 | Szczyrbskie Jezioro | Irina Awwakumowa  | Yūka Kobayashi      | Anastasija Gładyszewa | [ 4 ]  |
| 2017 | Ałmaty              | Haruka Iwasa      | Yūka Kobayashi      | Marta Křepelková      | [ 5 ]  |
| 2023 | Lake Placid         | Nicole Konderla   | Machiko Kubota      | Kinga Rajda           | [ 6 ]  |

### Kobiety (konkurs drużynowy)
| Rok  | Miejsce             | Złoto                                        | Srebro                                      | Brąz                                        | Źr.   |
| ---- | ------------------- | -------------------------------------------- | ------------------------------------------- | ------------------------------------------- | ----- |
| 2015 | Szczyrbskie Jezioro | Rosja Anastasija Gładyszewa Irina Awwakumowa | Japonia Aki Matsuhashi Yūka Kobayashi       | Czechy Vladěna Pustková Michaela Doleželová | [ 4 ] |
| 2017 | Ałmaty              | Japonia Yūka Kobayashi Haruka Iwasa          | Czechy Karolína Indráčková Marta Křepelková | Rosja Stiefanija Nadymowa Alona Sutiagina   | [ 5 ] |
| 2023 | Lake Placid         | Polska I Kinga Rajda Nicole Konderla         | Polska II Paulina Cieślar Anna Twardosz     | Japonia I Miki Ikeda Machiko Kubota         | [ 6 ] |

### Drużynowy konkurs mieszany
| Rok  | Miejsce             | Złoto                                       | Srebro                                              | Brąz                                      | Źr.   |
| ---- | ------------------- | ------------------------------------------- | --------------------------------------------------- | ----------------------------------------- | ----- |
| 2013 | Trydent (Predazzo)  | Rosja Irina Awwakumowa Michaił Maksimoczkin | Finlandia Julia Kykkänen Sami Niemi                 | Słowenia Katja Požun Mitja Mežnar         | [ 3 ] |
| 2015 | Szczyrbskie Jezioro | Japonia I Yūka Kobayashi Junshirō Kobayashi | Rosja II Anastasija Gładyszewa Michaił Maksimoczkin | Japonia II Aki Matsuhashi Kanta Takanashi | [ 4 ] |
| 2017 | Ałmaty              | Japonia I Haruka Iwasa Naoki Nakamura       | Czechy I Marta Křepelková Čestmír Kožíšek           | Japonia II Yūka Kobayashi Max Koga        | [ 5 ] |
| 2023 | Lake Placid         | Polska I Nicole Konderla Adam Niżnik        | Japonia I Machiko Kubota Ryūsei Ikeda               | Polska II Kinga Rajda Szymon Jojko        | [ 6 ] |

## Klasyfikacja medalowa
| Miejsce | Państwo           | Złoto | Srebro | Brąz | Razem |
| ------- | ----------------- | ----- | ------ | ---- | ----- |
| 1.      | Japonia           | 20    | 16     | 19   | 55    |
| 2.      | Austria           | 11    | 10     | 9    | 30    |
| 3.      | Polska            | 9     | 9      | 9    | 27    |
| 4.      | Rosja             | 7     | 4      | 9    | 20    |
| 5.      | Słowenia          | 6     | 5      | 6    | 17    |
| 6.      | ZSRR              | 5     | 4      | 2    | 11    |
| 7.      | Korea Południowa  | 4     | 6      | 1    | 11    |
| 8.      | Czechosłowacja    | 3     | 6      | 1    | 10    |
| 9.      | Włochy            | 2     | 1      | 2    | 5     |
| 10.     | NRD               | 2     | 1      | 1    | 4     |
| 11.     | Finlandia         | 1     | 3      | 2    | 6     |
| 12.     | Białoruś          | 1     | 0      | 0    | 1     |
| 12.     | Bułgaria          | 1     | 0      | 0    | 1     |
| 12.     | Kazachstan        | 1     | 1      | 0    | 2     |
| 15.     | Czechy            | 0     | 3      | 3    | 6     |
| 16.     | Jugosławia        | 0     | 1      | 3    | 4     |
| 17.     | Stany Zjednoczone | 0     | 1      | 2    | 3     |
| 17.     | Niemcy/ RFN       | 0     | 0      | 3    | 3     |
| 18.     | Chiny             | 0     | 0      | 1    | 1     |